# Papilio canadensis
Papilio canadensis is een vlinder uit de familie van de pages (Papilionidae).

## Verspreiding
Deze vlinder leeft in Noord-Amerika, in Alaska, Canada en het noorden van de Verenigde Staten.

## Levenswijze
Papilio canadensis gebruikt verschillende bomen als waardplant, waaronder berk (Betula), populier (Populus), Amerikaanse vogelkers (Prunus serotina), appel (Malus) en Corylus. De vrouwtjes leggen de eieren een voor een op de bladeren van de waardplant en de rupsen leven tussen samengesponnen bladeren. De rupsen verpoppen voor de winter en overwinteren in deze fase, om vanaf mei uit te vliegen. Er is één generatie die afhankelijk van de locatie tot halverwege augustus vliegt.

## Habitat
De vlinder wordt gevonden in loofbossen en gemengde bossen, langs bosranden en in parken en tuinen. Boven de boomgrens wordt de soort gevonden op toendra's in de buurt van dwergwilgen en andere struiken.

## Taxonomie
De soort werd voorheen beschouwd als een ondersoort van Papilio glaucus, maar is door Hermann August Hagen et al. in 1991 opgewaardeerd tot de rang van volwaardige soort. Op plaatsen waar beide soorten voorkomen is hybridisatie met Papilio rutulus vastgesteld, maar dit wordt slechts zelden waargenomen.